# Festa Major del Baix Guinardó
La Festa Major del Baix Guinardó se celebra a principi de juny al barri El Baix Guinardó, al districte d'Horta-Guinardó. La festa major del barri, breu però intensa, es compon d'un seguit d'activitats lúdiques, esportives i de cultura popular. Tampoc no hi falten àpats comunitaris, rutes històriques per a descobrir el passat del barri, balls nocturns i actes destinats als infants i a la gent gran. La festa major se celebra des de l'any 1978.

## Actes destacats
- Trobada de puntaires. Cada any totes les puntaires que ho vulguin poden reunir-se al parc de les Aigües, on es fa una demostració conjunta de l'art de les puntes de coixí.[1]
- Trobada castellera. El diumenge de festa major a migdia es fa una trobada castellera a la ronda del Guinardó. Habitualment, hi participa una colla de Barcelona i unes quantes més de diversos llocs del país.[1]
- Correfoc. Per cloure els actes de la festa, es fa un correfoc que va des de la seu del districte a les portes del parc de les Aigües. S'encarreguen de posar-hi el foc i la pirotècnia la colla de diables del barri veí de Can Baró, les Fures.[1]